# Jean-Claude Barclay
Jean-Claude Barclay (Parigi, 30 dicembre 1942) è un ex tennista francese.

## Carriera
In singolare ha raggiunto i quarti di finale agli Internazionali di Francia 1963 cedendo in cinque set a Manuel Santana. Nel doppio vanta una finale Slam al torneo di Wimbledon 1963 insieme a Pierre Darmon mentre nel doppio misto ha conquistato per tre volte il Roland Garros insieme alla connazionale Françoise Dürr.
In Coppa Davis ha giocato sette match con la squadra francese vincendone tre.